# Wyzwolenie kosiarza
Wyzwoliny kosiarza – zwyczaj ludowy rozpowszechniony na terenie Polski. Najbardziej rozpowszechniony w Wielkopolsce. Był radosnym obrzędem inicjacyjnym o charakterze zabawy, w czasie którego młody kosiarz stawał się pełnoprawnym członkiem "społeczności" żniwiarskiej.
Zabawa zaczynała się po dniu pracy, w trakcie którego młody kosiarz zwany wtedy frycem lub wilkiem, dowodził swoich umiejętności w posługiwaniu się kosą. Później udekorowanego w roślinne powrósło i wieniec prowadzono w pochodzie składającym się z kosiarzy i muzykantów do domu gospodarza. Następnie przyszłego wyzwoleńca kładziono na bronie przykrytej płachtą i bito, czyli dawano mu frycówkę. W niektórych regionach istniał wariant uwolnienia wilka od frycówki – jedna ze żniwiarek zarzucała na bronę białą chustkę. Był to jednocześnie znak, że młodzi mają się ku sobie. Z okazji "wykupienia" jeden z kosiarzy przeważnie wygłaszał humorystyczną mowę okolicznościową na temat zaistniałej sytuacji. Po tej części obrzędu wyzwolony już kosiarz zapraszał wszystkich do karczmy, gdzie jeden ze starszych żniwiarzy (przeważnie stojąc na dachu) wygłaszał prawa i obowiązki młodego kosiarza w formie dowcipnego przemówienia. Od czasu wyzwolin, kosiarz mógł pełnoprawnie uczestniczyć w zbiorach, lecz nie mógł być przodownikiem. 
Zwyczaj ten rozpowszechnił się w XVII w. wraz z użyciem kos w trakcie żniw.